# Harry Mason
Harry Mason (ハリー・メイソン Harī Meison) je glavni lik u serijalima survival horror videoigara Silent Hill. Harry i njegova žena Jodie pronašli su bebu pored ceste te ju je Jodie nazvala Cheryl, sedam godine prije početka igre. Jodie je kasnije poginula i prometnoj nesreći, ostavivši Harryja i Cheryl same. Pri početku same igre Harry vozi prečicom kroz Silent Hill, gdje Cheryl i on dožive prometnu nesreću. Nakon što je izgubio svijest, Cheryl je nestala. Nakon što se Harry probudio, shvatio je kako je Cheryl nestala te kreće u potragu za njom kroz Silent Hill. Kasnije mu se priključuje policajka Cybil Bennett. Kroz igru, Harry se susreće s mnogobrojnim čudovištima i sličnim, kako bi kasnije shvatio kako je grad mjesto rituala oživljavanja Goda, glavnog čudovišta grada.
Harry se ponovno pojavljuje u trećem Silent Hillu, no na jako kratko vrijeme, jer ga Claudia Wolf, novi vođa prizivanja Goda, ubija.
Harry je također protagonist u igri Silent Hill: Shattered Memories, koja veoma nalikuje prvoj igri. Ionako, kasnije se otkrije da je Harry poginuo osamnaest godina prije radnje, nakon čega saznajemo da je Harry samo u glavi njegove kćeri Cheryl, koja pada u depresiju nakon rastave roditelja i smrti Harryja. Doduše, Harry se u igri pojavljuje dosta drugačije nego u prvoj. Za početak, nosi naočale i poginuo je u automobilskoj nesreći, dok je Harry iz prve igre ubijen te mu je osobnost agresivnija. Također, žena mu je Dahlia Mason umjesto Jodie Mason.
U ptvoj igri, Harryju glas posuđuje Michael G., dok mu u Shattered Memories glas posuđuje Kirk Thornton.